# Rio Communities North (Novo México)
Rio Communities North é uma Região censo-designada localizada no estado americano de Novo México, no Condado de Valencia.

## Demografia
Segundo o censo americano de 2000, a sua população era de 1588 habitantes.

## Geografia
De acordo com o United States Census Bureau tem uma área de 12,3 km², dos quais 12,3 km² cobertos por terra e 0,0 km² cobertos por água.

## Localidades na vizinhança
O diagrama seguinte representa as localidades num raio de 12 km ao redor de Rio Communities North.